# Йоахім Метнер
Йоахім Метнер (нім. Joachim Methner; 17 травня 1918, Кенігсберг — 3 травня 1945, Балтійське море) — німецький офіцер-підводник, оберлейтенант-цур-зее крігсмаріне.

## Біографія
3 квітня 1937 року вступив на флот. З лютого 1941 року служив на лінкорі «Тірпіц». З вересня 1941 по травень 1942 року пройшов курс підводника. З травня 1942 року — 1-й вахтовий офіцер на підводному човні U-592. В січні-березні 1943 року пройшов курс командира човна. З 3 березня по 26 вересня 1943 року — командир U-423, з 30 грудня 1943 по 2 липня 1944 року — U-1005, з 21 листопада 1944 року — U-2521. 3 травня 1945 року човен був потоплений в бухті Фленсбурга ракетами британського бомбардувальника «Тайфун». 44 члени екіпажу (включаючи Метнера) загинули.

## Звання
- Кандидат в офіцери (3 квітня 1937)
- Морський кадет (21 вересня 1937)
- Фенріх-цур-зее (1 травня 1938)
- Оберфенріх-цур-зее (1 липня 1939)
- Лейтенант-цур-зее (1 листопада 1939)
- Оберлейтенант-цур-зее (1 вересня 1941)

## Нагороди
- Залізний хрест 2-го класу